# Ikiginak
Ikiginak (in aleutino Ikiiginax) è una piccola isola disabitata delle isole Andreanof, nell'arcipelago delle Aleutine, e appartiene all'Alaska (USA). Si trova tra Oglodak e Fenimore Rock; le tre isole sono posizionate tra Atka e Tagalak.
Registrata con questo nome dal capitano Teben'kov nel 1852, precedentemente Litke l'aveva chiamata Nerpitchy.